# Fusil antichar Type 97
 (octobre 2014).
Si vous disposez d'ouvrages ou d'articles de référence ou si vous connaissez des sites web de qualité traitant du thème abordé ici, merci de compléter l'article en donnant les références utiles à sa vérifiabilité et en les liant à la section « Notes et références ».
Pour les articles homonymes, voir Type 97.
Avec le Type 97, le complexe militaro-industriel japonais réalisa l'un des meilleurs fusils antichars de son époque, pendant la Seconde Guerre mondiale. Il est semi-automatique et tire des cartouches de 20 mm pourvues d'un noyau en acier durci qui peuvent, avec une vitesse initiale de 790 m/s, transpercer 30 mm d'acier à 250 m de distance. Il pouvait être équipé d'une lunette grossissante de 2,5 et d'un bouclier d'acier de 8 mm avec une fente pour la visée. Cependant, il est particulièrement lourd et encombrant, pour une arme portative. Il pouvait être transporté par deux ou quatre hommes à l'aide de deux barres et de poignées. Il pouvait tirer différents projectiles (traçant, explosif et incendiaire, grenade) 
Il fut très utile dans les premiers mois de la guerre du Pacifique contre les blindés légers et les navires de débarquement alliés et pouvait en théorie transpercer le blindage du char M3 Stuart mais ne pouvait pas grand-chose contre les chars moyens américains tels les Sherman M4.